# Stumpfe Sumpfdeckelschnecke
Die Stumpfe Sumpfdeckelschnecke, auch Flussdeckelschnecke (Viviparus viviparus), ist eine Süßwasserschnecke aus der Familie der Sumpfdeckelschnecken (Ordnung Architaenioglossa). 2025 wurde sie zum deutschen Weichtier des Jahres gewählt.

## Merkmale
Das Gehäuse weist 5,5 bis 6 Windungen auf und ist bis 4 cm hoch. Die Windungen sind gerundet, aber nicht stufig abgesetzt. Sie sind durch eine deutliche Naht voneinander abgesetzt. Der Apex ist stumpf und der Nabel eng.

## Lebensweise und Verbreitung
V. viviparus lebt in mäßig strömenden Fließgewässern und Seen. Sie bevorzugt klares Wasser und lebt von Grünalgen (5 %), höheren Pflanzen (10 %) und ganz überwiegend von Detritus (85 %). Mit Hilfe von Schleimfäden, die an der Kiemenbasis gebildet werden, können Nahrungspartikel und Plankton aus dem Wasser gefiltert werden. Anschließend werden die Schleimfäden mitsamt dem Detritus gefressen.
Die Art kommt in West-, Mittel- und Osteuropa vor. In Skandinavien wurde sie bis Südnorwegen und Südschweden gefunden.

## Ähnliche Arten
Man kann die beiden sehr ähnlichen Arten V. viviparus und V. contectus (Spitze Sumpfdeckelschnecke) am besten anhand der Absetzung der einzelnen Umgänge des Gehäuses unterscheiden: V. viviparus hat schlankere, nicht stufig abgesetzte Gehäusewindungen; bei V. contectus sind die bauchigeren Umgänge deutlich stufig abgesetzt. Der Apex ist bei V. contectus spitz, V. viviparus dagegen stumpf. Der Nabel ist bei V. viviparus deutlich enger, fast geschlossen.

## Untergliederung
Die Stumpfe Sumpfdeckelschnecke wird in der Literatur häufig noch in zwei Unterarten getrennt:
- Viviparus viviparus viviparus (Linnaeus, 1758)
- Viviparus viviparus penthicus (Servain, 1884)

Die Unterart V. v. penthicus soll nur in der Bille vorkommen, einem kleinen Nebenfluss der Alster bei Hamburg sowie in der Oder bei Frankfurt/Oder. Nach Glöer und Zettler (2005) handelt es sich wahrscheinlich nur um eine Kümmerform von Viviparus viviparus.

## Saprobienindex
Der Saprobienindex für diese Art beträgt 2,0.